# ドメインコントローラ
ドメインコントローラとは、LANなどのネットワーク環境におけるドメイン内で、ユーザアカウントのログオン認証や集中管理するソフトウェア（サーバ）であり、更にはそれを稼働させるコンピュータである。

## 概要
ドメインコントローラは認証のためにユーザ・データベースを保持し、アカウント情報を管理している。マイクロソフトの製品では、OS/2用のLAN Managerとして登場し、Windows NTに引き継がれた機能である。
Windows NTではこれらの情報をドメイン単位で管理し、複数ドメイン間でユーザ認証を一元化するには信頼関係を結ぶ必要があったが、Windows 2000からは、Active Directory（アクティブディレクトリ）が採用され、複数のドメインを階層構造により管理することが可能になった。
ドメインコントローラを構成できるのは、Windows NT 4.0 Server、Windows 2000 Server、Windows Server 2003 以上をインストールしたコンピュータであるが、Sambaを構成したLinuxコンピュータもドメインコントローラを構成できる。

## ドメインコントローラーの構成
Winodows NT 4.0 Server によるドメイン構成においては、ドメインコントローラには、メインのプライマリ・ドメインコントローラ（PDC）とバックアップ用のバックアップ・ドメインコントローラ（BDC）の2種類が存在する。通常の状態では、ドメイン管理処理（ユーザの登録、アクセス権の設定など）はPDCが担当し、BDCには定期的に管理情報が複製される。また、PDCが多くの処理を抱えている場合や、何らかの原因で停止している場合にはBDCが処理を代行する。
BDCは複数台設置する事が可能であるが、PDCの設置は各ドメインにつき1台である。
Windows 2000 / 2003 Server 以降による Active Directory構成においては、PDC・BDCと言う区分けは名目上解消され、ドメインのグローバル・カタログ情報は、ドメインコントローラ間で対等にレプリケート（複製）されるようになった。また、そのやり取りの範囲や向きは、Active Directoryサイトの構成により、ドメインコントローラの構成に応じて柔軟に設定できるようになった。ただし、ドメイン内の「操作マスタ」(FSMO)の役割を持つドメインコントローラは、フォレスト内で同時にはただ1つしか存在しない。なお、FSMOの役割は設定により移動させることができ、またFSMOの情報自体はレプリケートの対象となる。